# إسحاق إيزيلن
إسحاق إيزيلن هو محامي واقتصادي وفيلسوف سويسري، ولد في 7 مارس 1728 في بازل في سويسرا، وتوفي بنفس المكان في 15 يوليو 1782.